# Club Deportivo Alajuela Junior
Maillots
Le Club Deportivo Alajuela Junior est un club de football costaricien basé à Alajuela.
Le club est vice-champion du Costa Rica à l'issue des saisons 1934 et 1935.

## Palmarès
- Championnat du Costa Rica
  - Vice-champion : 1934 et 1935